# Гузеев, Владимир Тихонович
Владимир Тихонович Гузеев (12 января 1931 года, Воронеж — 2 октября 1985 года) — ректор Государственного морского университета имени адмирала Ф. Ф. Ушакова. Участник третьей научной экспедиции к берегам Антарктиды. Профессор. Доктор технических наук.

## Биография
Родился 12 января 1931 года в Воронеже в семье учителя географии. С 1948 по 1954 год обучался в ЛВИМУ им.адмирала С. О. Макарова, который окончил с отличием.
- 1954—1981 работа в ЦНИИМФ в должностях от инженера до начальника лаборатории спец. устройств
- 02/07/1957 защита кандидатской диссертации
- 1957—1959 участие в 3-й научной экспедиции к берегам Антарктиды
- 1960—1983 преподавательская работа в ЛКИ, Приборостроительный факультет
- 27/09/1961 старший научный сотрудник
- 1975 защита докторской диссертации.
- 1977 утверждён в звании профессора.
- 1981—1984 преподавательская работа в ЛВИМУ им. адм. С. О. Макарова, начальник кафедры ТОЭ
- 1984—1985 начальник НВИМУ им. адм. Ф. Ф. Ушакова.
- 02/10/1985 скоропостижная смерть из-за болезни.

## Научная деятельность
Научная сфера — магнитодинамика судна.
Учебные пособия:
- Теория размагничивания. Ч. 1. Элементы прикладной теории фазовых диаграмм магнитного состояния ферромагнитных веществ [Текст] : Учеб. пособие / Ленингр. кораблестроит. ин-т. ЛКИ. — Ленинград : [б. и.], 1976. — 114 с. : ил.; 20 см.
- Основы судовой магнитоэлектродинамики : Учеб. пособие / В. Т. Гузеев, С. Т. Гузеев. — М. : В/О «Мортехинформреклама», 1985. — 49 с. : ил.; 22 см.

Патенты на изобретения: http://www.findpatent.ru/byauthors/1285402/
Научно-просветительская деятельность при Ленинградском Доме учёных им. Горького.
Множественное число научных публикаций.

## Награды
- Медаль «В память 250-летия Ленинграда» (9 января 1958 год).
- Знак Почётный работник Морского Флота (28 декабря 1962 год).
- Медаль «За доблестный труд. В ознаменование 100-летия со дня рождения В. И. Ленина» (1 апреля 1970 год).
- Звание Лучший изобретатель Морского Флота и Лучший рационализатор Морского Флота. Удостоверение и нагрудный знак (12 июня 1979 год).
- Бронзовая медаль ВДНХ «За достигнутые успехи в развитии народного хозяйства СССР» (15 августа 1980 год).